# یادگیری خودنظارتی
یادگیری خود نظارت شده ( SSL ) یک الگوی یادگیری ماشین و روش‌ های مرتبط برای پردازش داده‌های بدون برچسب است که برای به دست آوردن بازنمایی های مفیدی که در وظایف یادگیری پسین کمک می کنند، قابل استفاده است. برجسته‌ترین ویژگی روش‌ SSL این است که نیازی به برچسب‌ های انسانی ندارد و به گونه‌ای طراحی شده‌است که برای پردازش، از مجموعه داده هایی که بدون برچسب هستند، استفاده کند.
مرحله اول، مرحله معمول SSL شامل سیگنال‌های نظارتی یادگیری (برچسب‌ های تولید شده به صورت خودکار) است، که در مراحل دوم و بعدی برای برخی از وظایف یادگیری تحت نظارت از آن استفاده می شود. به همین دلیل، SSL می تواند به عنوان یک شکل میانی از یادگیری بدون نظارت و یادگیری با نظارت توصیف شود.

روش معمول SSL بر اساس شبکه عصبی مصنوعی یا مدل دیگری مانند لیست تصمیم گیری می باشد. در این روش، مدل دو مرحله یادگیری دارد. در مرحله اول با استفاده از برچسب های مصنوعی، مسئله برای یک وظیفه ی کلاس بندی فرعی یا پیش فرض حل می شود. این برچسب ها به مقداردهی اولیه ی پارامترهای مدل کمک می کنند. در مرحله ی دوم، وظیفه ی اصلی با استفاده از یادگیری تحت نظارت یا بدون نظارت انجام می شود. وظایف فرعی دیگر، شامل تکمیل الگو از پترن های ورودی پوشانده شده می باشند.

در سال 2013، یادگیری خود نظارت شده به عنوان "خود برچسب گذاری" نامیده شد. خود برچسب‌ گذاری بر اساس مقادیر متغیرهای ورودی، برچسب ها را تولید می‌ کند. به عنوان مثال، اجازه می‌دهد تا از روش‌ های یادگیری با نظارت در سری‌های زمانی بدون برچسب استفاده شود.
یادگیری خود نظارت شده در سال های اخیر نتایج قابل قبولی را به دست آورده است و در پردازش سیگنال‌های صوتی به کار گرفته شده است و همچنین توسط فیس‌ بوک و بقیه ی شرکت ها برای تشخیص گفتار استفاده می‌شود. یکی از مزایای اصلی یادگیری خودنظارت شده این است که آموزش می تواند با داده های با کیفیت پایین هم انجام شود به جای اینکه بهبود نتایج نهایی مورد هدف قرار گرفته باشد. یادگیری خود نظارت شده، به روشی که انسان ها برای طبقه بندی اشیاء یاد می گیرند، نزدیک تر است که باعث کاربرد و جذابیت بیشتر این روش می شود.

## انواع
برای یک وظیفه ی طبقه بندی دودویی، داده های آموزشی می توانند به دو دسته نمونه مثبت و نمونه منفی تقسیم شوند. نمونه های مثبت آنهایی هستند که با هدف مورد نظر مطابقت دارند. برای مثال، اگر در حال یادگیری شناسایی پرندگان هستید، داده های آموزشی مثبت، تصاویری هستند که شامل پرنده می باشند. نمونه های منفی نمونه هایی هستند که با هدف مطابقت ندارند.

یادگیری خود نظارت شده مقایسه ای
یادگیری خود نظارت شده مقایسه ای از هر دو نمونه ی مثبت و منفی استفاده می‌ کند. تابع هزینه یادگیری مقایسه ای، فاصله ی بین نمونه های مثبت را به حداقل می رساند و فاصله بین نمونه های منفی را به حداکثر می رساند.

یادگیری خود نظارت شده غیر مقایسه ای
در یادگیری خود نظارت شده غیر مقایسه ای (NCSSL)، تنها از نمونه های مثبت استفاده می شود. به طور متضاد، NCSSL به جای اینکه به یک راه حل بی اهمیت با ضرر صفر برسد، به یک حداقل مفید محلی می رسد. برای مثال در طبقه‌ بندی دودویی، به طور ساده یاد می‌گیرد که هر نمونه را به عنوان مثبت طبقه‌ بندی کند. برای اینکه NCSSL موثر باشد، به یک پیش‌ بینی‌ کننده اضافی در سمت آنلاین نیاز دارد که در سمت هدف عقب نشینی نمی کند.

## تفاوت میان یادگیری خودنظارت شده و بدون نظارت
بسیاری از افراد این دو شکل یادگیری را با یکدیگر اشتباه می‌گیرند و برای رفع این مشکل در این بخش درباره‌ی تفاوت این دو شکل یادگیری صحبت می‌شود.
به طور کلی هرکدام از دو تکنیک دارای اهداف متفاوت از هم می‌باشند اما اشتراک اصلی آنها این است که هردو نیازی به مجموعه‌داده‌های برچسب‌زده شده نیازی ندارند.
روش‌های یادگیری خودنظارت شده و یادگیری بدون نظارت را می‌توان به عنوان تکنیک‌های یادگیری مکمل در نظر گرفت و همان طور که در سطر قبل به آن اشاره شد به این دلیل است که برای انجام فرایند یادگیری به داده‌های برچسب‌گذاری شده نیازی ندارند.
یادگیری خودنظارت شده زیر مجموعه یادگیری بدون نظارت می‌باشد زیرا یادگیری بدون نظارت فاقد حلقه بازخورد می‌باشد.برعکس آن یادگیری خودنظارت شده سیگنالهای نظارتی زیادی دارند که در فرایند آموزش به عنوان بازخورد عمل می‌کنند.
یک تعریف ساده‌ برای بیان تفاوت این دو مدل این است که تکنیک یادگیری بدون نظارت بیشتر برروی مدل تمرکز می‌کند نه برروی داده‌ها و برعکس آن تکنیک یادگیری خودنظارت شده برروی داده تمرکز می‌کند تا برروی مدل.با این حال روش‌های یادگیری بدون‌نظارت در خوشه‌بندی و کاهش ابعاد خوب عمل می‌کنند در حالی که یادگیری خودنظارت شده مناسب برای کارهای رگرسیون و طبقه‌بندی می‌باشد.